# Vologda
Vologda (russisk: Во́логда, tr. Vólogda) er en by i Vologda oblast i mod nord i den europæiske del af Den Russiske Føderation. Vologda er administrativt center i oblasten og har 312.420(2018) indbyggere.
Vologda er en vigtig industriby og jernbaneknudepunkt. I byen fremstilles blandt andet jernbanemateriel, landbrugsmaskiner, tekstiler, glas og cement. Vologda er også kendt for sine oste og smør, der regnes som Ruslands bedste.

## Etymologi
Vologda har fået sit navn, som formentlig er af finsk-ugrisk oprindelse, fra floden Vologda, der løber gennem byen.

## Geografi
Oblasten er del af den Nordvestlige føderale distrikt i Den Russiske Føderation og består hovedsageligt af lavland med lerjord. 70 procent af arealet er dækket af skov, yderligere 12 procent sumpe og vådområder. Kun 11 procent kan bruges til landbrug.
Byen ligger på begge bredder af den Vologda-floden. Ud over Volga, gennemstrømmes byen af et par dusin andre bifloder til Vologda, blandt andet Zolotukha og Sjograsj. Nogle småfloder i byen er lagt i rør - blandt andet Tjernavka og Kopanka. Vologda ligger 116 moh.

## Klima
Vologda er har tempereret fastlandsklima. Gennemsnits temperaturen i januar er -13 °C og 17 °C i juli. Den årlige nedbør er 561 mm.

## Historie
Vologda blev første gang nævnt i Novgorods krøniker fra 1147, da Sankt Gerasim fandt at der allerede var en kirke og en landsby på stedet, der var omgivet af uigennemtrængelige skove. Stedet var beboet af folk fra Novgorod, der trak skibe ad en af Volgas bifloder over til en biflod til Nordlige Dvina, og derved gjorde det muligt at sejle fra Hvidehavet til det Kaspiske hav. I 1273 blev byen plyndret ved et mongolsk anfald.
Det var ikke før 1412, da området blev afstået af Republikken Novgorod til Storfyrstedømmet Moskva, at byen opnåede en vis betydning. Moskva-fyrsterne gjorde Vologda til sin udpost mod nord, og ved slutningen af århundredet havde Vologda overgået områdets gamle hovedby, Belozersk. Byens kommercielle betydning voksede yderligere, da det engelske Muscovy Company startede sin virksomhed i Rusland.
Det var på denne tid, at Ivan den grusomme beordrede, at byens katedral skulle genopføres i sten. Vologdas St. Sofia-katedral, indviet i 1570, var på den tid en af de største katedraler, som var blevet bygget i Rusland. Dens storslåede freskoer blev malet i 1686-1688 af Dmitrij Plekhanov fra Jaroslavl. Et højt ottekantet klokketårn blev bygget i 1654-1659 og forhøjet i 1800-tallet.
Blot to kilometer fra Vologdas historiske centrum ligger Spaso-Prilutskij-klosteret, grundlagt i 1371 af en af Sergij Radonesjskijs disciple. Med Dmitrij Donskoj som beskytter udviklede klosteret sig snart til områdets største jordejer. Klosterets femkuplede katedral blev bygget i 1537-1542. Under Sovjet-tiden blev munkene forvist og klosteret ændret til et museum. Nogen bemærkelsesverdige eksempler på tidlig træarkitektur blev fragtet hertil fra fjerne landsbyer i Vologda oblast.

### Befolkningsudviklingg
| År   | Indbyggere | År   | Indbyggere |
| ---- | ---------- | ---- | ---------- |
| 1825 | 9.699      | 1959 | 139.137    |
| 1856 | 14.159     | 1970 | 177.751    |
| 1897 | 27.705     | 1979 | 236.537    |
| 1917 | 69.664     | 1989 | 282.802    |
| 1926 | 57.976     | 2002 | 293.046    |
| 1939 | 95.314     | 2010 | 301.755    |

Note: 1897, 1926–2010 data fra folketællingern